# Karin Rehbein
Karin Rehbein, geborene Karin Rediske (* 30. März 1949 in Aurich) ist eine deutsche Dressurreiterin. Ihre größten sportlichen Erfolge erzielte sie mit dem Hengst Donnerhall.

## Werdegang
Karin Rehbein wurde im ostfriesischen Aurich geboren, ihre ersten reiterlichen Erfahrungen machte sie in Hamburg. Hier begann sie im Alter von zwei Jahren beim Norddeutschen und Flottbeker Reitverein, dem Veranstalter des Deutschen Spring- und Dressurderbys, mit dem Voltigieren. Ihr Vater war hier als Futtermeister tätig. Nach eigenen Angaben hatte sie ihre ersten reiterlichen Erfolge mit zwölf Jahren, in Folge spezialisierte sie sich auf die Dressurreiterei. Im Alter von 21 Jahren gewann sie die Hamburger Meisterschaften.
Im Jahr 1971 heiratete sie Herbert Rehbein. Im Alter von 25 Jahren zog sie nach Grönwohld, wo sie auf dem Grönwohldhof von Otto Schulte-Frohlinde tätig wurde. Schulte-Frohlinde, Herbert und Karin Rehbein bauten in Folge den Gutshof zu einem der führenden Reit- und Zuchtzentren im bundesdeutschen Reitsport aus.
Im Jahr 1994 gewann sie die Deutschen Meisterschaften, jedoch in Abwesenheit der damaligen Favoritinnen Nicole Uphoff-Becker, Isabell Werth und Monica Theodorescu. Aufgrund dieses Titels wurde sie zunächst in das Weltmeisterschaft-Trainingslager eingeladen, später wurde die Einladung jedoch wieder zurückgenommen. Rehbein kommentierte dies: Wir kennen das ja schon eine ganze Reihe von Jahren. Wir sind Profis. Für uns geht das Leben weiter. Aufgrund eines Hufgeschwürs von Monica Theodorescus Pferd Grunox rückte Karin Rehbein in die Mannschaft nach. Somit vertrat Rehbein, die bereits über zehn Jahre lang fast durchgängig zu den besten zehn Dressurreitern in der Weltrangliste gehörte, 1994 Deutschland zum ersten Mal bei einem Championat, den Weltreiterspielen in Den Haag. Hier gewann sie auch die Einzel-Bronzemedaille mit Donnerhall.
Nachdem Karin Rehbein im Sommer 1997 den Tod ihres Mannes verkraften musste und daraufhin den Start beim CHIO in Aachen absagte, bekam sie, dank des zweiten Platzes bei den Deutschen Meisterschaften, erneut die Möglichkeit, bei einem Championat zu starten. Bei den Europameisterschaften in Verden konnte sie mit Donnerhall ihr Ergebnis in Einzel- und Mannschaftswertung wiederholen. Zum Ende von Donnerhalls Karriere konnte Rehbein mit ihm ein Jahr später erneut Mannschaftsgold gewinnen, in der Einzelwertung verpassten sie knapp eine Medaille.
Am Ort des Beginns ihrer Reitsportlaufbahn, beim Deutschen Spring- und Dressurderby, gewann sie zwischen 1982 und 1998 fünf Mal das Dressurderby. Mit den Pferden Miss Holstein und Cherie gewann sie 2000 und 2003 den Nürnberger Burg-Pokal.
Unterstützt wird Karin Rehbein durch die ehemalige Spring- und Dressurreiterin Madeleine Winter-Schulze, mit der sie seit Jahrzehnten befreundet ist. Winter-Schulze stellte ihr den Hengst Florianus zur Verfügung, den sie für Rehbein geleast hatte, bis dieser im Jahr 2008 in die Vereinigten Staaten verkauft wurde. Auch ihr aktuelles Grand Prix-Pferd World Idol befindet sich im Eigentum von Madeleine Winter-Schulze.
Nach dem Tod von Otto Schulte-Frohlinde Anfang der 1990er-Jahre hatte dessen Sohn den Betrieb übernommen, dieser hatte selbst jedoch kein dauerhaftes Interesse an der Fortführung der Anlage. Er versuchte die Anlage zu verkaufen, was letztlich zur Auflösung des Betriebes Ende Juli 2011 führte. Bis zu diesem Zeitpunkt leitete Karin Rehbein als Bereiterin den Ausbildungsstall auf dem Grönwohldhof. Letztlich kam der Verkauf nicht zustande, erst im Januar 2012 wurde der Hof verkauft.
Karin Rehbein zog in der Folge nach Reinbek, wo sie und ihre Schülerin Kristy Oatley ihre Pferde in einem Stall im Stadtteil Büchsenschinken untergebracht haben. Seit Dezember 2011 ist Rehbein in Großensee ansässig.
In einem Interview aus dem Jahr 2007 gab sie an, dass der Erfolg für sie mittlerweile einen anderen Stellenwert hätte. Nach dem Krebstod ihres Mannes sowie nach eigenem Rückenleiden sei ihr deutlich geworden: Gesund bleiben, das ist das Wichtigste.
Über ihre sportliche Zukunft gab sie im Jahr 2011 an: Ich möchte einfach Spaß mit dem Pferd haben und im Grand Prix mit um die vorderen Plätze reiten. Das Reiten war, ist und wird immer mein Leben sein.
2014 beendete Karin Rehbein im Rahmen des Deutschen Dressurderbys ihre aktive Sport-Karriere.

## Pferde
- Donnerhall (* 1981; † 2002), Oldenburger Dunkelfuchshengst, Vater: Donnerwetter, Muttervater: Markus
- Nektar (* 1976; † ?), brauner Hessischer Hengst, Vater: Nelson, Muttervater: Radetzky[13]
- Miss Holstein (* 1992), dunkelbraune Holsteiner Stute, Vater: Romino, Muttervater: Corso, später von Dieter Laugks geritten[14][15]
- Cherie FRH (* 1995), dunkelbraune Hannoveraner Stute, Vater: Don Primero, Muttervater: Lanthan, Eigner: Angela und Klaus Hoeber, Madeleine Winter-Schulze, ab 2009 von Ines Knetter geritten[16][17]
- World Idol (* 2001), dunkelbrauner Oldenburger Wallach, Vater: Welt Hit II, Muttervater: Manstein, Eigner: Madeleine Winter-Schulze[8]

## Erfolge (in Auswahl)
Weltreiterspiele
- 1994, Den Haag: mit Donnerhall 1. Platz mit der Mannschaft und 3. Platz in der Einzelwertung (Grand Prix Kür)[18]
- 1998, Rom: mit Donnerhall 1. Platz mit der Mannschaft und 4. Platz in der Einzelwertung (Grand Prix Kür)[19]

Europameisterschaften
- 1997, Verden: mit Donnerhall 1. Platz mit der Mannschaft und 3. Platz in der Einzelwertung

Deutsche Meisterschaften
- 1994, Mannheim: mit Donnerhall 1. Platz
- 1997, Münster: mit Donnerhall 2. Platz[20]

Weltcupfinale
- 1995, Los Angeles: mit Donnerhall 5. Platz[20]
- 1997, ’s-Hertogenbosch: mit Donnerhall 4. Platz[20]

Deutsches Dressurderby
- 1977: 2. Platz (Prüfung mit Pferdewechsel)
- 1980: 3. Platz (Prüfung mit Pferdewechsel)
- 1981: 2. Platz (Prüfung mit Pferdewechsel)
- 1982: 1. Platz (Prüfung mit Pferdewechsel)
- 1986: 2. Platz (Prüfung mit Pferdewechsel), Rehbeins Rex the Blacky wurde bestes Pferd
- 1988: 1. Platz (Prüfung mit Pferdewechsel)
- 1990: 2. Platz (Prüfung mit Pferdewechsel), Rehbeins Nektar wurde bestes Pferd
- 1991: 2. Platz (Prüfung mit Pferdewechsel)
- 1992: 1. Platz (Prüfung mit Pferdewechsel)
- 1994: mit Donnerhall 1. Platz
- 1995: mit Donnerhall 2. Platz
- 1996: mit Donnerhall 3. Platz
- 1998: mit Donnerhall 1. Platz[6]

Nürnberger Burg-Pokal
- 2000: mit Miss Holstein 1. Platz
- 2003: mit Cherie 1. Platz

Weltmeisterschaften Junge Dressurpferde
- 2001, Verden: mit Cherie 1. Platz bei den sechsjährigen Dressurpferden[21]

Landesmeisterschaften Schleswig-Holstein / Hamburg
- 2011, Bad Segeberg: mit World Idol 3. Platz (Damen)
- 2012, Bad Segeberg: mit World Idol 2. Platz (Damen)